# Cullen Bunn
Cullen Bunn é um autor de histórias em quadrinhos americanas. É o criador da série The Sixth Gun, ilustrada por Brian Hurtt e Bill Crabtree. Foi indicado por seu trabalho na revista ao Eisner Award de "Melhor Escritor" em 2012.